# Meloradio
Meloradio (nazwa stylizowana: melo.) – sieć dwudziestu lokalnych rozgłośni radiowych, należąca do spółki Eurozet. Rozpoczęła nadawanie 4 września 2017, zastępując Radio Zet Gold. Prezentuje muzykę współczesną o profilu CHR/dance. Grupą docelową stacji są osoby w wieku 20-30 lat. Redaktorem naczelnym i dyrektorem programowym Meloradia jest Krystian Karwaszewski. Liner stacji brzmi: „Podkręcamy tempo”.

## Słuchalność
Według badania Radio Track (wykonane przez Millward Brown SMG/KRC) udział Meloradia pod względem słuchania w okresie od lutego do kwietnia 2022 w grupie wiekowej 15-75 lat wyniósł 0,9 proc., co dało tej sieci 17. pozycję w rankingu rynku radiowego w Polsce, a w okresie od marca do maja 2024 roku 1,2 proc., dając tej sieci 15. pozycję w tym rankingu.

## Sieć Meloradia[8]
Na sieć Meloradia składa się 20 stacji lokalnych, posiadających nadajniki w 24 lokalizacjach.
| Częstotliwość | Nazwa stacji            | Lokalizacja nadajnika     | Uwagi                       |
| ------------- | ----------------------- | ------------------------- | --------------------------- |
| 87,9 MHz      | Meloradio Bielsko-Biała | Bielsko-Biała             | byłe Radio Planeta 87,9 FM  |
| 89,4 MHz      | Meloradio Mazury        | Olsztynek                 | byłe Radio Mazury           |
| 96,4 MHz      | Meloradio Mazury        | Morąg                     | byłe Radio Mazury           |
| 101,5 MHz     | Meloradio Mazury        | Ostróda                   | byłe Radio Mazury           |
| 90,2 MHz      | Meloradio Iława         | Iława                     | byłe Radio Planeta Iława    |
| 90,5 MHz      | Meloradio Olsztyn       | Olsztyn                   | byłe Radio Planeta Olsztyn  |
| 90,6 MHz      | Meloradio Poznań        | Poznań                    | byłe Radio Planeta Poznań   |
| 99,4 MHz      | Meloradio Poznań        | RTCN Śrem                 | byłe Radio Planeta Poznań   |
| 92,8 MHz      | Meloradio Toruń         | Toruń                     | byłe Radio Plus Toruń       |
| 93,2 MHz      | Meloradio Opole         | Kluczbork                 | byłe Radio Planeta 106,2 FM |
| 106,2 MHz     | Meloradio Opole         | Opole                     | byłe Radio Planeta 106,2 FM |
| 94 MHz        | Meloradio Warszawa      | Warszawa                  | byłe Antyradio 94 FM        |
| 95,1 MHz      | Meloradio Śląsk         | Zabrze                    | byłe Radio Planeta 95,1 FM  |
| 96,4 MHz      | Meloradio Dzierżoniów   | Dzierżoniów               | byłe Radio Sudety           |
| 97,8 MHz      | Meloradio Wrocław       | Wrocław Nadajnik SkyTower | byłe Radio Traffic FM       |
| 98,1 MHz      | Meloradio Inowrocław    | Inowrocław                | byłe Radio Eska Inowrocław  |
| 99,1 MHz      | Meloradio Tarnobrzeg    | Tarnobrzeg                |                             |
| 99,6 MHz      | Meloradio Konin         | Konin                     | byłe Radio Planeta Konin    |
| 101,3 MHz     | Meloradio Kraków        | Kraków                    | byłe Antyradio 101,3 FM     |
| 102,9 MHz     | Meloradio Słupca        | Słupca                    | byłe Radio Planeta Słupca   |
| 103,9 MHz     | Meloradio Kielce        | Kielce                    | byłe Radio Planeta Kielce   |
| 104,5 MHz     | Meloradio Łódź          | Łódź                      | byłe Radio Planeta Łódź     |
| 104,9 MHz     | Meloradio Mrągowo       | Mrągowo                   | byłe Radio Planeta Mrągowo  |
| 107 MHz       | Meloradio Giżycko       | Giżycko                   | byłe Radio Planeta Giżycko  |

## Redakcja internetowa
- Emilia Waszczuk - redaktorka prowadząca
- Adam Rzeźniczak - dziennikarz showbiznesowy
- Julia Piecyk - dziennikarka showbiznesowa
- Klaudia Bochenek - dziennikarka showbiznesowa